# NGC 6665
NGC 6665 este o galaxie situată în constelația Lira. A fost descoperită în 19 iulie 1871 de către Édouard Stephan⁠(d).